# Dysdera fustigans
Dysdera fustigans är en spindelart som beskrevs av Pietro Alicata 1966. Dysdera fustigans ingår i släktet Dysdera och familjen ringögonspindlar.
Artens utbredningsområde är Italien. Inga underarter finns listade i Catalogue of Life.